# Ada Patterson

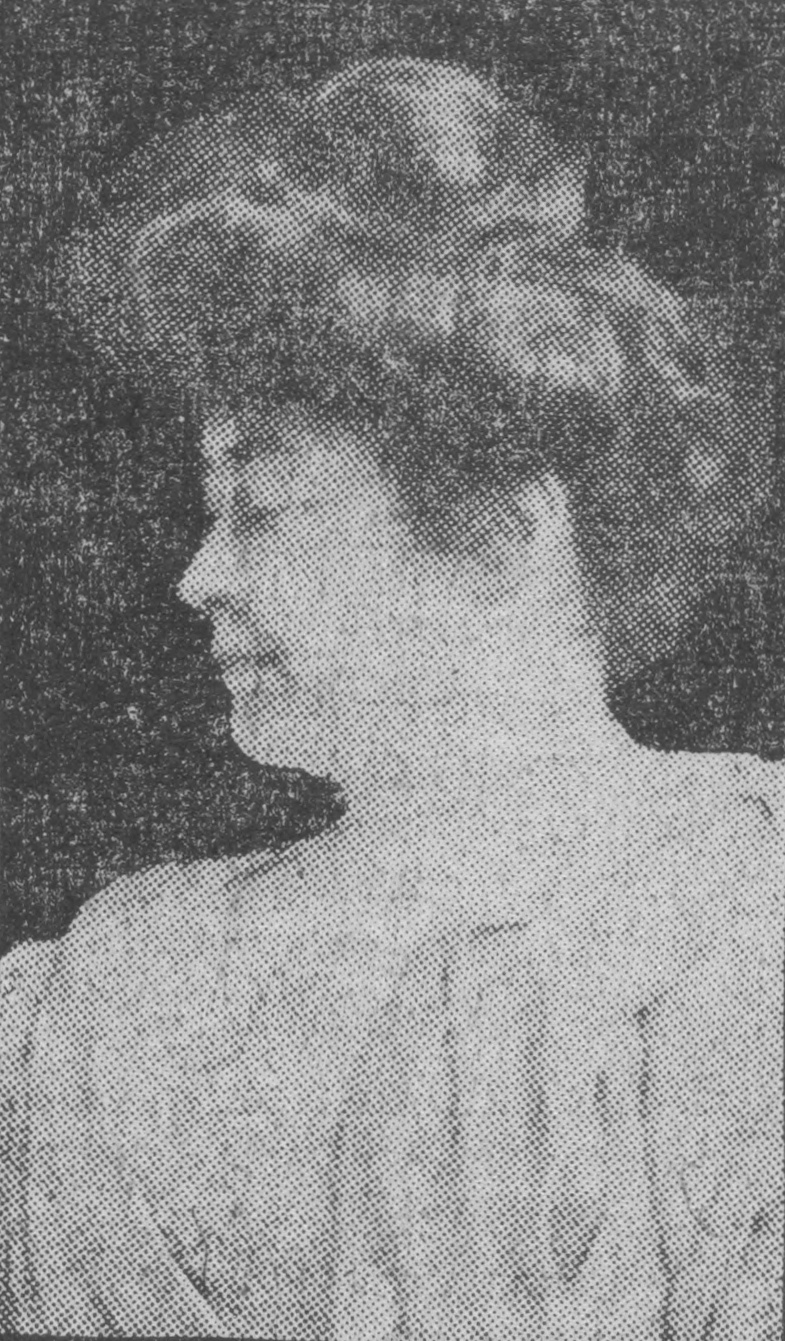
Ada Patterson (vor 1912)

Ada Patterson (* 5. Juli 1867 in Mount Joy, Pennsylvania; † 26. Juni 1939) war eine US-amerikanische Journalistin und Theaterkritikerin.

## Leben
Ada Patterson war die Tochter von John M. und Elizabeth E. McDannel Patterson. Sie studierte an der Franklin Academy in Franklin, Nebraska. Später wurde sie Journalistin und schrieb unter anderem für den Salt Lake Herald, die San Francisco Call, die St. Louis Republic und den New York American. Ihren ersten Journalistenjob in New York City erhielt sie, als sie über die Exekution des wohlhabenden Arthur Duestrow, der im Alkoholrausch seine Frau und Kind tötete, berichtete. Fortan schrieb sie für den New York American über Gerichtsprozesse und Hinrichtungen, darunter auch über Nan Patterson oder Anne M. Bradley, die angeklagt war Senator Arthur M. Brown getötet zu haben. Brown war der Stiefvater der Schauspielerin Maude Adams. Über sie schrieb Patterson 1907 mit der Biografie Maude Adams: a biography ihr erstes Buch.
1923 kündigte sie ihren Job beim American und wechselte zum Magazin theatre, wo sie Kolumnen und Kritikern über die New Yorker Theaterszene schrieb.

## Werke
- Maude Adams: a biography. Meyer Bros. & Co., New York 1907.